# Concordia (Kansas)
Pour les articles homonymes, voir Concordia.
La ville de Concordia est le siège du comté de Cloud, situé dans le Kansas, aux États-Unis.

## Patrimoine
- Ancienne cathédrale catholique Notre-Dame-du-Perpétuel-Secours, cathédrale avant le transfert du siège du diocèse de Concordia au siège de Salina en 1944, devenu dès lors diocèse de Salina.